# おまかせ!プルーデンスおばさん
『おまかせ!プルーデンスおばさん』（Les Enquêtes de Prudence Petitpas） は、フランスとベルギーの共同制作によるテレビアニメである。

## 概要
老婦人・プルーデンスおばさんの推理を描いたテレビアニメ。2000年制作、1話26分、全52話。原作は1957年からベルギーのタンタン誌に掲載されていたバンド・デシネで、原作はMaurice Maréchalとルネ・ゴシニ、Mittéï、グレッグ、作画はMaurice Maréchal。
フランスでは2001年1月17日からTF1で26話が放送された後、2004年に第二シーズンとして残りの26話が放送された。
日本では2001年1月25日から2002年3月14日までNHK BS2の衛星アニメ劇場でシーズン1のみ放送された。

## 登場人物
| 役名                 | - | 声優         |
| プルーデンスおばさん | - | 野沢雅子     |
| デュロック警部       | - | 中村秀利     |
| エリオットおじさん   | - | 丸山詠二     |
| コンドル先生         | - | 櫻井孝宏     |
| マリーン             | - | 豊口めぐみ   |
| ウーリッヒ           | - | 谷昌樹       |
| アラン               | - | 比嘉久美子   |
| ユージン             | - | 大西健晴     |
| トニー               | - | 大西健晴     |
| カタブラスム         | - | 坂口候一     |
| 村長                 | - | 坂口候一     |
| 赤ちゃん             | - | 望月久代     |
| ニュートロン         | - | 相沢正輝     |
| アリス               | - | 悠渚佳代     |
| タトゥー             | - | 園部啓一     |
| フランキー           | - | 水樹洵       |
| ミルドレッド         | - | 菊池いづみ   |
| ジュリアス           | - | 菊池いづみ   |
| アーネスト           | - | 平野俊隆     |
| カルロ               | - | 平野俊隆     |
| ウィットロー         | - | 宗矢樹頼     |
| ナレーター           | - | 恵比寿まさ子 |
| -------------------- | - | ------------ |

## サブタイトル
出典。
1. 消えた渡り鳥 2001年1月25日
2. サーカスと手品師　2月1日
3. 魔術師の洞窟 2月8日
4. 光っちゃいやーん 2月15日
5. 赤ちゃんのひみつ 2月22日
6. 教会の怪人 3月1日
7. 火の元にご注意！ 3月8日
8. 帰ってきたぞ! ピーマン伯爵 3月15日
9. その森は立ち入り禁止 3月22日
10. 毒グモ?で大さわぎ 3月29日
11. 超能力者を追いかけろ！ 4月12日
12. レインボー大作戦 4月19日
13. 世界をポケットに 4月26日
14. お日さまエンジン 5月3日
15. 修道院には何がある？　2001年11月29日
16. 女王陛下のブルーデンスおばさん 12月13日
17. イエス様を探して 12月20日
18. バスカータウン家の猫 12月27日
19. 王冠は誰の手に 2002年1月17日
20. キャラメル色の釣り大会 1月31日
21. 未知との大遭遇 2月7日
22. めざすぜ！ロックスター 2月14日
23. 子どもになあれ！ 2月21日
24. 時計じかけのギャング集団 2月28日
25. 渚のブルーデンスおばさん 3月7日
26. ムシェロン最大の陰謀 3月14日